# Dexosarcophaga venezuelana
Dexosarcophaga venezuelana är en tvåvingeart som beskrevs av Antunes Mello 1988. Dexosarcophaga venezuelana ingår i släktet Dexosarcophaga och familjen köttflugor.
Artens utbredningsområde är Venezuela. Inga underarter finns listade i Catalogue of Life.